# Nace Majcen
Nace Majcen, slovenski plavalec, * 12. julij 1968, Ljubljana.
Majcen je za Slovenijo nastopil na Poletnih olimpijskih igrah 1992 v Barceloni, kjer je nastopil v disciplinah 200 in 400 metrov prosto. Na 200 metrov je osvojil 35., na 400 metrov pa 31. mesto. 